# Internationella flickdagen
Internationella flickdagen infaller varje år den 11 oktober. Det är en av FN:s internationella dagar, instiftad av FN:s generalförsamling i december 2011, för att uppmärksamma flickors särskilt utsatta situation.
Initiativet till dagen kommer ursprungligen från barnrättsorganisationen Plan. Den internationella flickdagen används för att uppmärksamma allmänheten om flickors rättigheter och för att diskutera flickors situation med beslutsfattare världen över.